# Radioteatre
El radioteatre és un espectacle teatral purament acústic que es transmet per la ràdio. Com que manca de components visuals, el radioteatre depèn del diàleg, la música i els efectes de so per a ajudar l'oient a imaginar la història. Va tenir un desenvolupament inicial el 1920 i va guanyar molta popularitat durant les dècades posteriors. A partir de 1940 va ser una forma d'entreteniment popular a tot el món. Amb l'arribada de la televisió, a mitjan segle xx va decaure en gran manera, i actualment té una petita presència en l'entreteniment.

## El radioteatre a Catalunya i a Espanya
La màxima popularitat del radioteatre a les emissores catalanes i espanyoles es produeix durant les dècades dels anys 40, 50 i 60 del segle xx. De tota manera el gènere es manté en antena i dona produccions rellevants fins entrats els anys 80.
Durant l'època daurada dels programes dramàtics en la ràdio destaquen el 'Teatro Invisible' de Ràdio Nacional d'Espanya a Barcelona i el radioteatre de Ràdio Barcelona. En els anys 60, tot i la situació política del país reprimit per la dictadura, les emissores van introduint tímidament el català en algunes de les seves produccions de radioteatre.
A partir de desembre de 1976, el catàleg d'obres de teatre radiades en català s'incrementa notablement gràcies a creació de Ràdio 4, l'emissora en català de RNE. Posteriorment, a partir de 1983, Catalunya Ràdio també programa algunes produccions dramatitzades. En aquesta mateixa època, l'emissora local Ràdio Terrassa recupera el radioteatre, que es manté en antena fins a gener del 2010, quan l'esmentada emissora desapareix.
Des del 2006 el programa de la Radio Galega Diario Cultural convoca el Premio Diario Cultural de Teatre Radiofònic per a textos en gallec, amb la participació de destacats noms del món teatral en la direcció, adaptació i interpretació. Tots els textos premiats i finalistas són publicats en un llibre-CD. En diverses edicions la concessió del premi es va celebrar en un teatre amb la interpretació dels textos guanyadors. Per a fomentar la creativitat radiofònica entre l'audiència del programa, convoca el concurs de creació setmanal "Sonigrama". El programa proposa una historia en sons i l'audiència escriu una història, en gallec, de fins a cent paraules.

## Actualitat
En l'actualitat, el gènere és molt escàs en la ràdio catalana pel seu elevat cost de producció. La Ràdio Municipal de Terrassa té la col·laboració d'un quadre d'actors estable, circumstància que permet a aquesta emissora local realitzar produccions pròpies d'obres adaptades per a la ràdio. El Teatre Radiofònic de la Ràdio Municipal de Terrassa s'emet setmanalment cada dissabte. L'emissora local Ràdio Hostafrancs, a Barcelona, té un espai setmanal que recupera algunes de les produccions clàssiques dels anys daurats del radioteatre realitzades per les grans emissores del país. Internet està ajudant a revifar aquest tipus de productes a través dels podcasts; en el panorama català destaca el podcast Berícid Sulfúric, un programa mensual en actiu des del 2014.